# Tuffi ai Giochi della XXVI Olimpiade
Le specialità dei tuffi dei Giochi della XXVI Olimpiade si sono svolte dal 26 luglio al 2 agosto 1996 al Georgia Tech Aquatic Center di Atlanta, negli Stati Uniti d'America. Si sono svolti 4 eventi: le gare dal trampolino e dalla piattaforma, sia maschili sia femminili.

## Partecipanti
Hanno preso parte alla competizione 122 tuffatori in rappresentanza di 39 distinti comitati olimpici nazionali. competitors.
- Armenia (2)
- Australia (7)
- Austria (2)
- Azerbaigian (1)
- Bielorussia (5)
- Bolivia (1)
- Bulgaria (1)
- Canada (6)
- Cina (7)
- Taipei cinese (2)
- Costa Rica (1)
- Francia (1)
- Georgia (2)
- Germania (7)
- Gran Bretagna (5)
- Grecia (1)
- Hong Kong (1)
- Ungheria (2)
- Italia (2)
- Giappone (3)
- Kazakistan (5)
- Kuwait (2)
- Messico (5)
- Corea del Nord (3)
- Porto Rico (2)
- Romania (3)
- Russia (7)
- Corea del Sud (4)
- Spagna (5)
- Sri Lanka (1)
- Svezia (3)
- Svizzera (1)
- Tagikistan (2)
- Thailandia (2)
- Ucraina (6)
- Stati Uniti (8)
- Uruguay (1)
- Venezuela (1)
- Jugoslavia (2)
- Zimbabwe (1)

## Podi

### Uomini
| Evento                      | Oro            | Perform. | Argento      | Perform. | Bronzo        | Perform. |
| Tuffi individuali           |                |          |              |          |               |          |
| Trampolino 3m (dettagli)    | Xiong Ni       | 701,46   | Yu Zhuocheng | 690,93   | Mark Lenzi    | 686,49   |
| Piattaforma 10 m (dettagli) | Dmitrij Sautin | 692,34   | Jan Hempel   | 663,27   | Xiao Hailiang | 658,28   |

### Donne
| Evento                      | Oro        | Perform. | Argento       | Perform. | Bronzo           | Perform. |
| Tuffi individuali           |            |          |               |          |                  |          |
| Trampolino 3m (dettagli)    | Fu Mingxia | 547,68   | Irina Laško   | 512,19   | Annie Pelletier  | 509,64   |
| Piattaforma 10 m (dettagli) | Fu Mingxia | 521,58   | Annika Walter | 479,22   | Mary Ellen Clark | 472,95   |

## Medagliere
| Posizione | Paese       | Oro | Argento | Bronzo | Totale |
| --------- | ----------- | --- | ------- | ------ | ------ |
| 1         | Cina        | 3   | 1       | 1      | 5      |
| 2         | Russia      | 1   | 1       | 0      | 2      |
| 3         | Germania    | 0   | 2       | 0      | 2      |
| 4         | Stati Uniti | 0   | 0       | 2      | 2      |
| 5         | Canada      | 0   | 0       | 1      | 1      |
| Totale    | Totale      | 4   | 4       | 4      | 12     |